# Bassopiano della Siberia occidentale

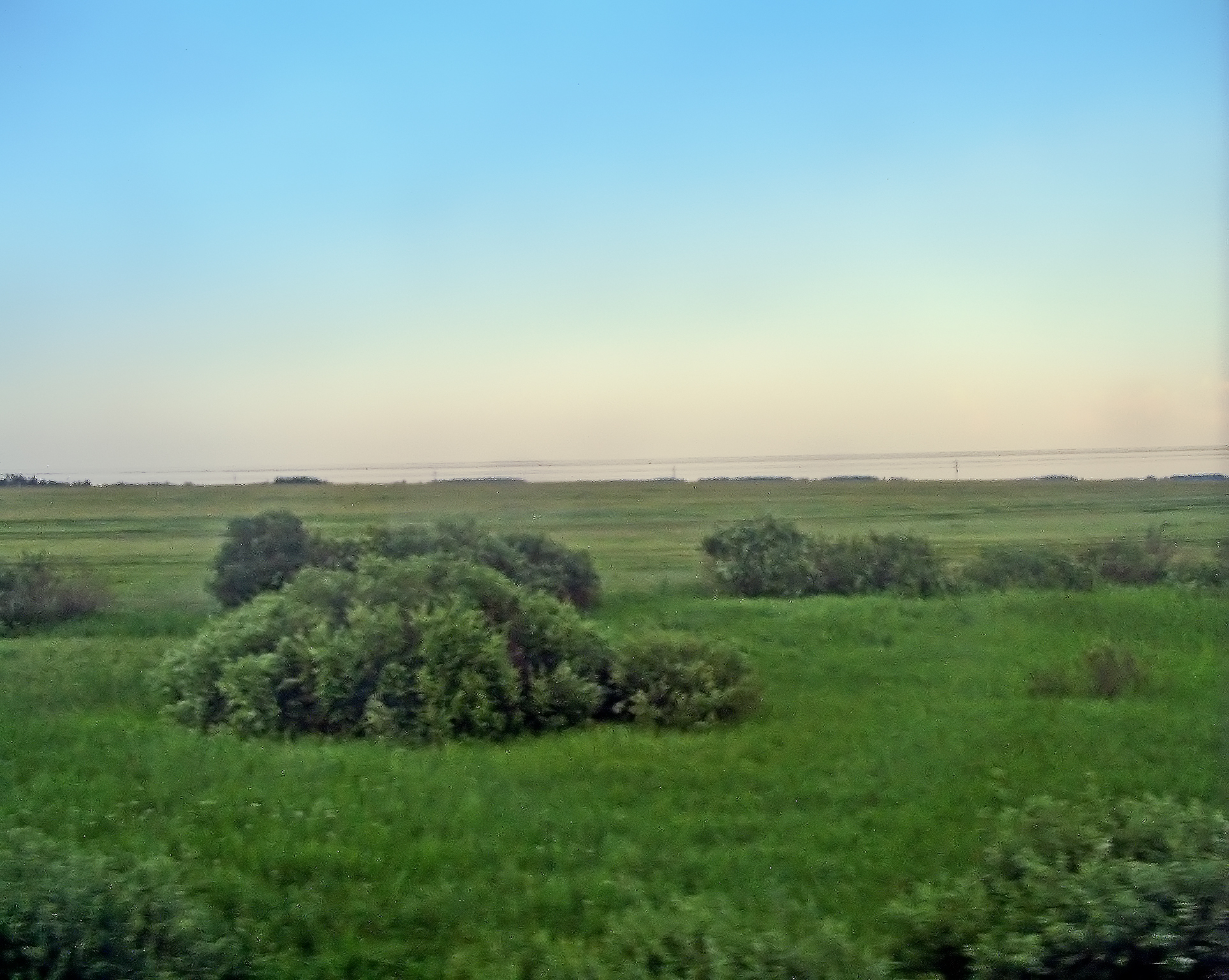
La pianura siberiana occidentale vicino a Novosibirsk.

Il Bassopiano della Siberia Occidentale (in russo Западно-Сибирская равнина, Zapadno-Sibirskaja ravnina, oppure Западно-Сибирская низменность, Zapadno-Sibirskaja nizmennost') è una estesissima zona pianeggiante che costituisce la parte occidentale della sterminata regione siberiana, grosso modo simmetrica con la depressione caspica (l'asse di simmetria è in questo caso dato dalla cosiddetta "soglia kazaka").

## Caratteristiche

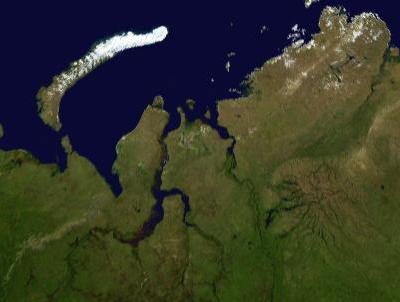
La costa settentrionale dal satellite; al centro le penisole di Gyda e Jamal.

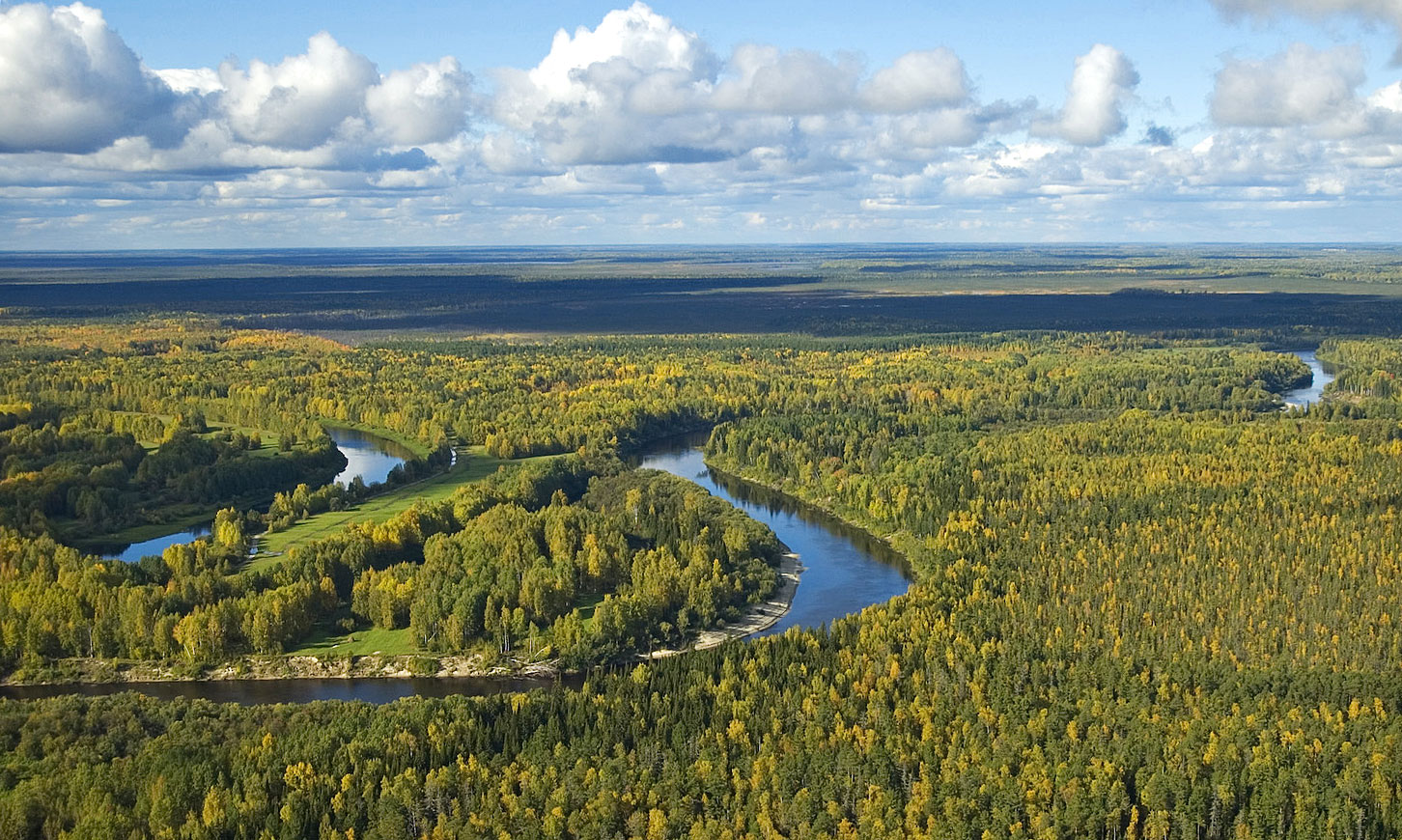
Panorama del bassopiano nel bacino del fiume Vasjugan.

A sudest il confine geologico è dato dal bacino del Kuzbass, uno dei più ricchi bacini carboniferi russi, costituito da bassi massicci montuosi ercinici. I monti Urali segnano il confine con la pianura russa, mentre il corso dello Enisej, che borda ad occidente l'altopiano della Siberia centrale segna il confine orientale. Si affaccia a nord sul Mar Glaciale Artico (mare di Kara), con una linea di costa bassa e poco articolata, dove spiccano le due tozze e piatte penisole di Gyda e Jamal separate dalla stretta insenatura del golfo dell'Ob'.
La maggior parte del bassopiano tributa, direttamente o tramite il suo principale affluente Irtyš, al fiume Ob', ad eccezione della parte settentrionale interessata dai bacini idrografici dei fiumi Taz, Nadym, Pur e, all'estremità settentrionale, della Messojacha; all'estremità orientale, inoltre, debolissimi rilievi fungono da linea spartiacque con i tributari di sinistra dello Enisej (Turuchan, Kas, Eloguj).
Si tratta di un bassopiano esteso per circa quattro milioni di chilometri quadrati, eccezionalmente piatto: i bordi del bassopiano, a distanza di 2.500 chilometri dalla costa, si trovano ad una quota non superiore a 200 metri; la città di Omsk, situata a 2.000 chilometri di distanza dal mare, sorge ad una quota che non raggiunge i 100 metri sul livello medio dei mari. Le pendenze eccezionalmente basse causano enormi problemi di drenaggio delle acque; inoltre, il fiume Ob', a cui finisce la grande maggioranza delle acque, rimane bloccato dal gelo fino all'inizio dell'estate nel suo basso corso mentre l'alto e il medio si liberano dai ghiacci già durante la primavera. Questo disgelo differenziale crea delle dighe di ghiaccio, che impediscono il regolare deflusso e vanno ad aggravare la già pesante situazione; di fatto, nella stagione calda, quasi tutta la pianura della Siberia occidentale si può considerare un immenso acquitrino. Anche la linea costiera artica non è ben definita, essendo costituita da accumuli di fango che formano una specie di zona "anfibia".
Geologicamente l'uniforme bassopiano siberiano occidentale è costituito da differenti unità strutturali, ricoperte da importanti coltri sedimentarie di origine alluvionale e glaciale; nelle zone pedemontane degli Urali si osservano inoltre altre strutture a pieghe, ricoperte da depositi più recenti, terziari e quaternari, dove si rinvengono estesi giacimenti di petrolio e gas naturale. I ghiacciai quaternari hanno ricoperto l'intera zona a più riprese, provocando sprofondamenti e sollevamenti ripetuti; attualmente, il bassopiano si sta risollevando, per ristabilire l'equilibrio isostatico dopo l'ultima avanzata glaciale tardo-pleistocenica. Questo sollevamento non è uniforme, essendo maggiore nelle zone più settentrionali e minore in quelle più meridionali; attualmente questo sollevamento viene stimato (nell'Artico) in qualche millimetro all'anno, ma si calcola che abbia raggiunto, subito dopo la fine dell'ultimo periodo glaciale, una velocità di 1 metro all'anno. Queste differenze porteranno, su tempi lunghissimi, ad un ulteriore peggioramento delle condizioni di drenaggio dell'intera pianura.